# Копани (Барановицький район)
Копани (біл. Капані) — село в Білорусі, у Барановицькому районі Берестейської області. Орган місцевого самоврядування — Великолуцька сільська рада.

## Населення
За переписом населення Білорусі 2009 року чисельність населення села становила 51 особа.